# RRS Shackleton
Ne doit pas être confondu avec RRS Ernest Shackleton.
Le RRS Shackleton était un navire océanographique brise-glace britannique connu pour son activité en Antarctique de 1955 à 1992.

## Histoire
Construit à partir du 11 novembre 1954 à Sölvesborg, son nom original était le MV Arendal (III) mais fut rebaptisé d'après l'explorateur polaire Ernest Shackleton en 1955-1956. Il fut utilisé par le British Antarctic Survey puis par le Natural Environment Research Council (NERC).
Shackleton a été rebaptisée Geotek Beta en 1983 et Profiler en 1984. Il a été retiré de l'Atlantique Sud en 1989 et reconfigure en tant que navire de prospection sismique des sols et de haute résolution, exploitée par le Gardline Group (en). Ils l'ont renommé Sea Profiler' en 1992. Il a été mis au rebut à New Holland dans l'estuaire de la Humber en 2011.